# Groux Rock
Der Groux Rock ist ein isolierter Felsvorsprung im westantarktischen Marie-Byrd-Land. In den Ford Ranges ragt er 8 km westlich des Mount June auf.
Der United States Geological Survey kartierte ihn anhand eigener Vermessungen und Luftaufnahmen der United States Navy aus den Jahren von 1959 bis 1965. Das Advisory Committee on Antarctic Names benannte ihn 1970 nach Roger G. Groux, Schiffsschlosser der US Navy und Mitglied der Überwinterungsmannschaft auf der Byrd-Station im Jahr 1967.